# Mounia Aboulahcen
Mounia Aboulahcen (en arabe : منية أبو الحسن), née le 29 octobre 1972 à Casablanca, est une athlète belgo-marocaine.

## Carrière
Mounia Aboulahcen grandit à Casablanca au Maroc. Elle participe notamment sous les couleurs marocaines aux courses juniors des Championnats du monde de cross-country 1991. Elle émigre ensuite en Belgique et prend la nationalité sportive belge en 2003.
Mounia Aboulahcen est quadruple championne de Belgique du 10 000 mètres (2001, 2002, 2004 et 2006), championne de Belgique du 5 000 mètres en 2002, championne de Belgique du marathon en 2002 et 2004 ainsi que championne de Belgique de cross long en 2005.
Elle est neuvième du marathon de Berlin 2006.